# Faux Soir
Le « Faux Soir », nom habituellement donné à la fausse édition du Soir, est un numéro pirate du journal Le Soir, alors aux mains de l'occupant allemand, publié le 9 novembre 1943 par le Front de l'indépendance, une organisation de la résistance belge.
Utilisant contre l'occupant nazi l'arme de l'humour et de la dérision, le Faux Soir est, outre un acte de résistance qui coûtera la vie à certains de ses acteurs, une illustration de l'esprit de dérision belge et de la zwanze bruxelloise.

## Contexte

### Le Soir volé
Pendant la Seconde Guerre mondiale, le journal Le Soir cesse de paraître le 18 mai 1940 quelques jours après l’invasion allemande, mais est relancé par des journalistes collaborateurs comme Horace Van Offel et Raymond De Becker, rédacteurs en chef, avec l’aval de l’occupant allemand,. L'auteur le plus notoire à publier dans ce qui est connu comme le Soir volé (surnom donné par les opposants à la collaboration) est sans doute Hergé, avec L'Étoile mystérieuse. Malgré son aspect propagandiste, Le Soir volé tire à plus de 200 000 exemplaires jusqu'en 1943.

### Le Front de l'indépendance

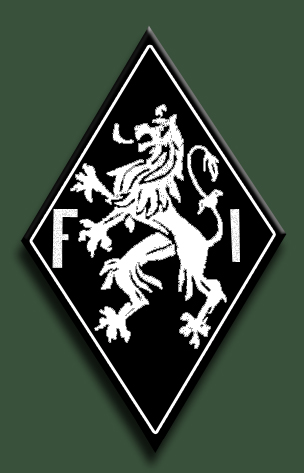
Écusson du Front de l'Indépendance.

Le Front de l'indépendance, ou FI, est un mouvement de résistance belge fondé en mars 1941 par un communiste, le docteur Albert Marteaux, l'abbé André Roland et Fernand Demany, dont le but est de réunir les Belges résistants de toutes opinions et tendances. À la fin de la guerre, le comité national du Front de l'indépendance réunit des représentants d'un grand nombre d'organisations résistantes telles que l'Armée belge des partisans, les milices patriotiques, Wallonie indépendante, le Rassemblement national de la jeunesse, ainsi que les principaux partis et syndicats du pays.

## LeFaux Soir

### Projet
L'idée du Faux Soir vient de Marc Aubrion (dit « Yvon ») le 19 octobre 1943 alors qu'il rédige un article en prévision du 11 novembre 1943.
Il propose à René Noël, chef de la section presse du Front de l'indépendance d'éditer et distribuer un faux numéro du Soir, pour ridiculiser l'occupant et remonter le moral des Belges. La date choisie est le 11 novembre 1943, c'est-à-dire à l'occasion du 25e anniversaire de la défaite allemande de la Première Guerre mondiale.
René Noël adhère au projet et met rapidement en place, avec Marc Aubrion, les éléments qui vont permettre de réaliser cette opération en 21 jours. Tout d'abord, la date de publication est fixée au 9 novembre 1943. En effet, le 10 novembre, veille du 11, est un mercredi, jour où le Soir est publié sur quatre pages. La difficulté d'imprimer un seul feuillet paraît suffisante et la parution du Faux Soir est donc avancée d'un jour.

### Mise en place
Grâce à Théo Mullier, un membre du Front de l'indépendance qui travaille au journal Le Soir, les résistants ont accès aux plaques avec l'empreinte du titre du journal et à la liste des libraires desservis directement par le Soir (avec heure de passage de la livraison et nombre de quotidiens remis),.
L’impression est confiée à Ferdinand Wellens, résistant qui imprime déjà des documents pour le Front de l’Indépendance. Son imprimerie est situé rue de Ruysbroeck 35 à Bruxelles. Le tirage est fixé à 50 000 exemplaires dont 5 000 à distribuer dans les kiosques et 45 000 autres à vendre clandestinement dans les différentes sections du Front de l’Indépendance de Belgique. Les fonds rassemblés par la vente doivent financer les opérations de résistance.
Andrée Grandjean obtient de l’entrepreneur Alfred Fourcroy, également responsable d’un réseau d’évasion de pilotes alliés, 50 000 francs belges pour assumer les frais d’impression.
L'avocat Pierre Ansiaux, le journaliste Fernand Demany et le procureur Adrien van den Branden de Reeth rédigent les articles.
Les protagonistes du Faux Soir demandent à la Royal Air Force de survoler Bruxelles dans l'après-midi du 9 novembre afin de provoquer une alerte et empêcher la livraison du Soir volé. Les Britanniques ne répondent pas. Les résistants envisagent d'incendier les camionnettes du Soir afin de désorganiser la distribution.

### La réalisation

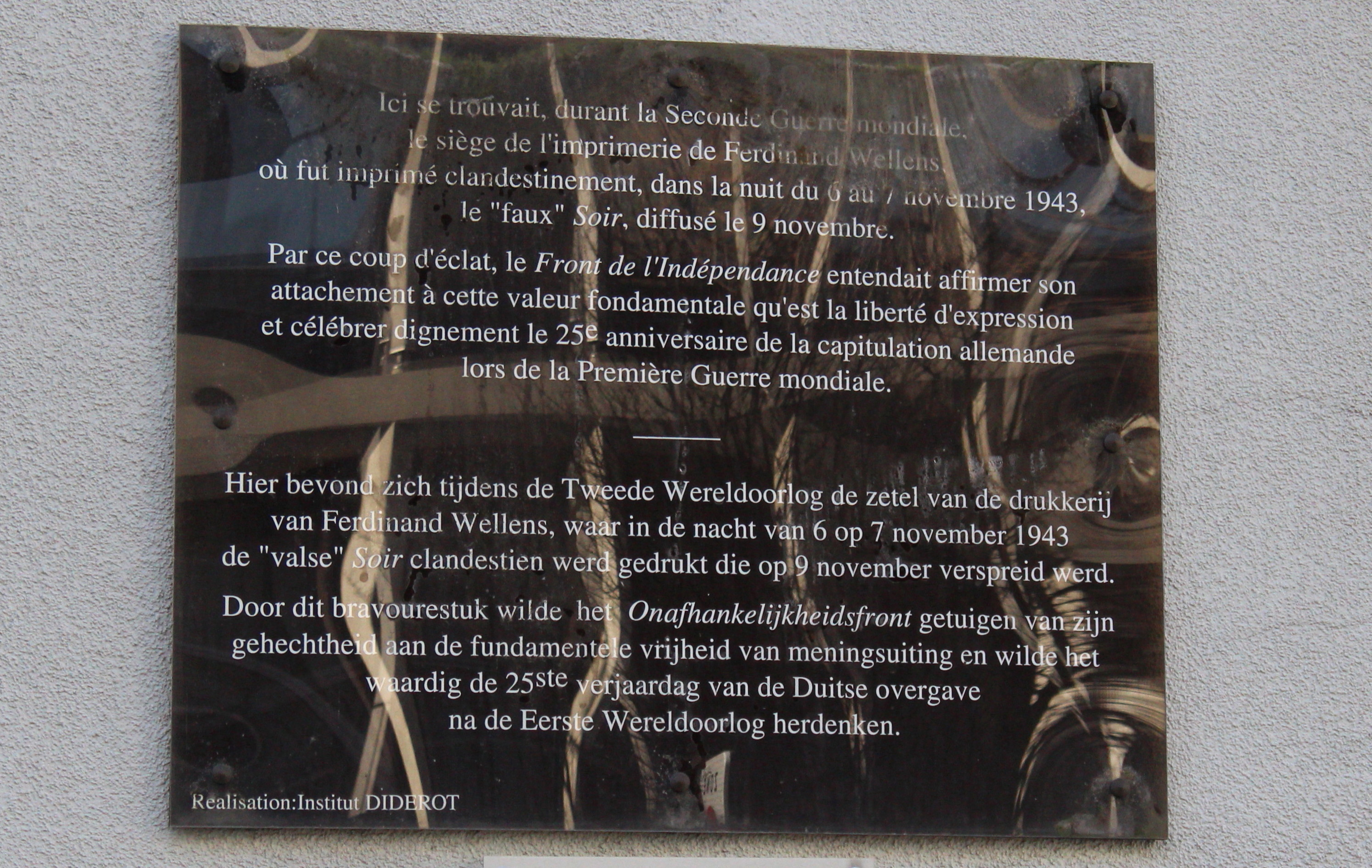
Plaque commémorative apposée au no 35 de la rue de Ruysbroeck, où se trouvait le siège de l'imprimerie de Wellens.

Les 6 et 7 novembre 1943, le journal est imprimé sur les rotatives de Ferdinand Wellens. Les exemplaires sont soigneusement rognés afin d'en retirer les dentelures qui, telles des empreintes digitales, permettraient d'identifier la rotative.
L'impression se poursuit pendant la nuit de dimanche au lundi et est terminée vers 3 heures du matin le lundi 8 novembre.[réf. nécessaire]

### La dernière ligne droite et la distribution
Le 9 novembre 1943, à 16 heures, les 5 000 exemplaires destinés à la distribution directe sont distribués par quelques jeunes volontaires dans quelques kiosques très fréquentés.
Le pastiche est très réussi, le Faux Soir peut facilement être confondu avec l'original. Certains vendeurs, apeurés, arrêtent de vendre le Faux Soir. D'autres proposent à leurs acheteurs de choisir entre le vrai et le faux.

### Les suites
Le Faux Soir suscite un gigantesque éclat de rire chez ses lecteurs. À Londres, la presse locale en traduit de nombreux articles. À Lyon, il inspire l'opération du Faux Nouvelliste menée par la Résistance française à Lyon le 31 décembre 1943. Il sera considéré beaucoup plus tard, par la Commission de l’historique de la Résistance, comme « le summum de l’humour journalistique de guerre ».

### La répression
La Gestapo est chargée de l'enquête et finit par identifier la rotative parce que la dentelure n'a pas été découpée dans tous les exemplaires. Le 25 février 1944, l'imprimeur Ferdinand Wellens, le complice au sein du Soir volé Théo Mullier, le linotypiste Julien Oorlinckx et le rotativiste Henri Vandevelde sont arrêtés. Fernand Wellens et Theo Mullier meurent en déportation. Marc Aubrion est arrêté sur dénonciation quelque temps plus tard. Il est condamné à mort mais voit sa peine commuée en quinze ans d'emprisonnement. En tout, une quinzaine de personnes sont arrêtées et condamnées à des peines allant de quatre mois (pour distribution) à cinq ans de prison.
Parmi les personnes arrêtées figure Guy Mottard, dessinateur de 18 ans, qui est fusillé. En hommage, une rue porte son nom à Ganshoren.
Outre la reconnaissance du peuple belge, l'exploit vaut au FI celle de Londres sous la forme d'un budget de 347 000 francs, à l'heure où l'argent de Londres est rare.

## Extraits duFaux Soir

### Première page
La surprise de la une tient dans le fait qu'il y a deux photos, alors que le Soir volé n'avait d'ordinaire qu'une photo. La première, dans le coin supérieur gauche, présente des bombardiers en piqué sous le titre « en pleine action ». Un rapide examen montre que les cocardes des bombardiers sont des étoiles. En bas à droite, une seconde photo montre le Führer les bras sur la poitrine et les yeux au ciel sous le texte « Das habe ich… ».
Le mystère des deux photos est élucidé dans une note qui explique :

« Notre metteur en page a commis une erreur. Les deux photos séparées ne devaient en faire qu'une. M. Hitler, entendant vrombir au-dessus de lui les forteresses volantes, est manifestement pris d'épouvante. Notre reporter l'a saisi au moment précis où il reprend pour son compte les paroles du Kaiser, « Das habe ich nicht gewollt » (Je n'ai pas voulu cela). »

Pour le surplus, les titres de cette première page, de même que le reste du journal, ont l'air anodin à première vue. « Stratégie efficace » par exemple, où l'auteur vise à imiter la prose tarabiscotée de Maurice-George Olivier, journaliste collaborateur qui répercute les communiqués de la propagande :

« On ne dissimule pas à Berlin, où le calme apparent voile une certaine anxiété non dénuée de quelque vague espoir que les opérations de l'Est sont entrées — ou vont entrer prochainement selon l'angle où l'on envisage la situation — dans une phase nouvelle qui ne se différenciera guère de la précédente en dépit de certains changements. […] On peut dire, sans crainte d'être démenti même par la propagande de Moscou, que la campagne d'hiver fait suite à la campagne d'été, grâce à la campagne d'automne. […] Si bien que le déroulement de ces trois campagnes dans l'ordre montre que l'état-major allemand n'a perdu à aucun moment le contrôle sur la succession des saisons, élément dont l'importance ne saurait être sous-estimée. On sait aussi que le Haut Commandement allemand accompagne ses rares commentaires de réserves verbales d'autant plus nombreuses que ses réserves militaires sont plus réduites.
[…] À la tactique des flots, à la retraite en hérisson, à la résistance en porc-épic a succédé la défense élastique. Le succès de celle-ci ne doit plus être mis en relief ; outre qu'elle apporte le plus éclatant démenti à l'affirmation mensongère que le Reich manque de caoutchouc, elle démontre aux moins clairvoyants combien peu intellectuellement évoluée demeure la conception que Staline et ses généraux se font de la guerre moderne. À la défense élastique, ils n'ont réussi à opposer jusqu'ici que l'attaque sans trêve et sans répit. Il faut avouer que cette manière de conduire la guerre, si elle entraine des avantages substantiels, est d'une monotonie désespérante pour tout critique militaire digne de ce nom. On comprend difficilement […] que l'état-major des soviets persiste à s'accrocher aux troupes allemandes qui décrochent. Cette obstination aveugle pourrait avoir des conséquences que seuls les bons observateurs commencent à apercevoir. »

Autre article notable en première page, le communiqué allemand :

« Sur le front de l'Est, en dépit des changements notables, la situation reste inchangée. Dans le triangle en forme de trapèze Krementchoug-Odessa-Dniepopetrovsk-Mélitopol, les tentatives de percée de l'ennemi ont été partout couronnées de succès sauf aux endroits du front où, nos soldats se rendant en masse, ont, par cette habile manœuvre, entravé les progrès des soviets. Dans le cadre d'une défense élastique colossale, toutes les villes ont été évacuées nuitamment et sur la pointe des pieds. […]
Dans les autres secteurs du front, l'armée allemande continue à enregistrer de considérables triomphes défensifs. En huit jours, les Soviets ont perdu deux fois plus d'hommes et de matériel qu'ils n'en avaient engagé dans les opérations. […]
Dans la nuit du 8 au 9 novembre, un avion de combat allemand de type « Représailles » a réussi à apercevoir les côtes de l'Angleterre, tandis qu'un nombre considérable de bombardiers lourds anglo-américains ont exécuté des attaques massives sur les villes allemandes, galvanisant une fois de plus notre industrie de guerre et le moral de nos populations. »

Enfin, sous le titre de la Semaine internationale ; sous le sous-titre « Du décrochage à la victoire défensive », le Faux Soir enfonce le clou en affirmant que :

« Ce qui intéresse le haut commandement allemand, ce n'est ni le Kremlin, ni les isbas bolcheviques, ni le centre inaccessible de Piccadilly Circus…, la Wehrmacht a remporté au cours des douze derniers mois la victoire défensive la plus éclatante que l'histoire ait jamais enregistré. »

### Deuxième page

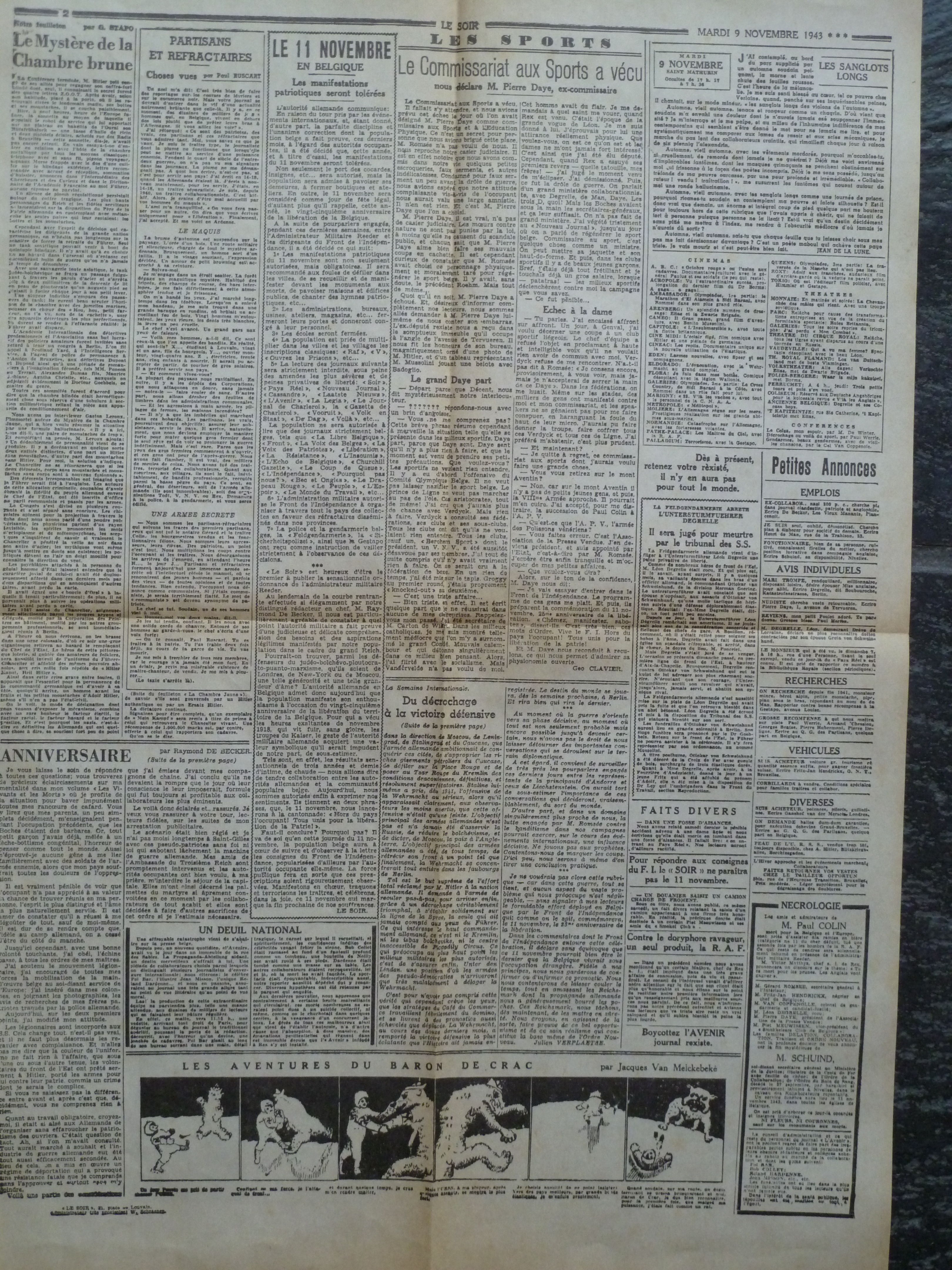
Deuxième page du faux Soir.

Sous le titre « Les sanglots longs », un collaborateur du Soir volé est pastiché : « Je marche du pas lent des collaborateurs craintifs, qui rimaillent chaque jour à raison de six pfennig l'alexandrin. »
Les petites annonces ne sont pas en reste, de même que la nécrologie ou les publicités, chaque paragraphe se veut une farce qui se réfère à l'un ou l'autre collaborateur connu, au gouvernement belge en exil qui prépare son retour, à la libération du pays.

## Dans la culture populaire

### Au cinéma
Le réalisateur Gaston Schoukens consacre à cet épisode un film en 1955, Un soir de joie. Le film connaît un grand succès en Belgique lors de sa sortie, mais les critiques sont partagés, certains reprochant d'avoir fait un film trop charmant et drôle sur ce sujet historique. Un soir de joie est édité en DVD par la RTBF.

### Dans la bande dessinée
L'histoire du Faux Soir a fait l'objet d'une adaptation sous la forme d'un roman graphique.
- Denis Lapière (scénario), Christian Durieux (dessin) et Daniel Couvreur (documentation), Le faux soir, Futuropolis, 26 octobre 2021, 96 p. (ISBN 9782754830775)

#### Source principale
- Marie Istas, Le « Faux » Soir : 9 novembre 1943, J.M. Collet, 1er janvier 1987 (ISBN 978-2229000085)

#### Autres références
1. ↑  « Le « Faux Soir » de la résistance belge qui a humilié les nazis en 1943 », sur Curieuses Histoires Belgique, 6 août 2020 (consulté le 8 novembre 2023).
2. ↑  « Académie royale de langue et de littérature françaises de Belgique : Horace Van Offel », sur www.arllfb.be (consulté le 8 novembre 2023).
3. ↑  Geneviève Duchenne, « DE BECKER, Raymond, Charles, Jean », Nouvelle Biographie nationale, vol. 13,‎ 2016, p. 71-73 (lire en ligne [PDF]).
4. ↑  Michel Fincoeur, « Presse de la collaboration (langue française) », Dictionnaire de la Seconde Guerre mondiale en Belgique,‎ 2008, p. 345-340.
5. ↑  « Archives du Front de l'Indépendance | Cegesoma », sur www.cegesoma.be (consulté le 8 novembre 2023).
6. 1 2 3  Jean-Marie Sandron, « L'historique du "Faux Soir" », Le Soir,‎ 9 novembre 1993 (lire en ligne ).
7. 1 2 3 4 5 6 7 8 9  « Un acte de résistance : la publication du Faux Soir le 9 novembre 1943 », sur Archives de Bruxelles, 31 octobre 2018 (consulté le 8 novembre 2023).
8. 1 2 3 4 5  « Le faux Soir », sur www.belgiumwwii.be (consulté le 8 novembre 2023).
9. ↑  « Il y a 50 ans : le faux « Soir », pari réussi de toute une équipe », sur Le Soir, 9 novembre 1993 (consulté le 11 mars 2021).
10. ↑  Sonia Devillers, « Comment des Résistants belges ont réussi à faire paraitre un faux « Soir » à la barbe des Allemands ? », sur France Inter, 30 novembre 2021 (consulté le 8 novembre 2023).
11. ↑  Aurore Engelen, « Roskam, Schoenaerts et "Le Faux Soir" - Cinevox », 22 février 2023 (consulté le 8 novembre 2023).
12. 1 2  « Le 'faux' Soir | The Belgian War Press », sur warpress.cegesoma.be (consulté le 11 décembre 2023).
13. ↑  « Le « Faux Soir » ou comment le rire défie la dictature », sur lesoir.be, lesoir.be (consulté le 1er novembre 2021).

#### Source primaire
- Faux Soir de la Belgian War Press (Cegesoma), incluant un PDF haute définition de la publication originale.